# Robert Suchomski
Robert Suchomski (ur. 23 lutego 1978) – polski hokeista, reprezentant Polski.

## Kariera
- BTH Bydgoszcz (1994-1995)
- SMS I Sosnowiec (1995-1996)
- Olimpia (1996-1997)
- KTH Krynica (1997-2001)
- Stoczniowiec Gdańsk (2001-2002)
- TKH Toruń (2002-2007)
- Hannover Indians (2007-2008)
- EHF Passau Black Hawks (2008)
- ESV Waldkirchen (2008-2009)
- EV Dingolfing (2009-2010)
- ESV Waldkirchen (2010-2012)
- ERC Regen (2012-2013)
- ESC Vilshofen (2013-2019)

Wychowanek BTH Bydgoszcz. Absolwent NLO SMS PZHL Sosnowiec z 1998. Przez wiele lata występował w ekstralidze polskiej. W 2007 wyjechał do Niemiec i podjął występy w tamtejszych klubach w trzecim, czwartym i piątym poziomie rozgrywkowym. Otrzymał niemieckie obywatelstwo. Po sezonie 2018/2019 w barwach ESC Vilshofen zakończył karierę zawodniczą.
Został reprezentantem juniorskich kadr Polski: do lat 18 (wystąpił na turniejach mistrzostw Europy juniorów w 1995, 1996), do lat 20 (wystąpił na turnieju mistrzostw świata juniorów Grupy B w 1998). Został także kadrowiczem reprezentacji Polski seniorów. Uczestniczył w turnieju mistrzostw świata w 1998.

## Sukcesy
Klubowe
- Srebrny medal mistrzostw Polski: 1999 z KTH Krynica
- Brązowy medal mistrzostw Polski: 2000 z KTH Krynica
- Finał Pucharu Polski: 2004 z TKH Toruń
- Puchar Polski: 2005 z TKH Toruń

Indywidualne
- Mistrzostwa Europy juniorów do lat 18 w hokeju na lodzie 1996#Grupa B:
  - Trzecie miejsce w klasyfikacji strzelców turnieju: 6 goli
  - Szóste miejsce w klasyfikacji kanadyjskiej turnieju: 8 punktów[3]
- Turniej finałowy mistrzostw Polski juniorów 1997/1998:
  - Pierwsze miejsce w klasyfikacji kanadyjskiej[4]
- Puchar Polski w hokeju na lodzie 2005:
  - Zwycięskie trafienie w serii najazdów przesądzające o zwycięstwie w finale[5]